# アレクサンダー・エーバーライン
アレクサンダー・エーバーライン（Alexander Eberlein 、1988年1月14日 - ）は、ドイツ・バイエルン州フュルト出身の元プロサッカー選手。現役時代のポジションは、ディフェンダー。

## 経歴
1997年、地元クラブのSpVggグロイター・フュルトでキャリアをスタート。2003年、TSV1860ミュンヘンの下部組織に移籍。2005年、リザーブチーム昇格。2006年、トップチームに昇格。同年のフリッツ・ヴァルター・メダルU-18部門で銀メダルを受賞した。しかしトップチームでのポジション確保に苦しみ、2009年にSVザントハウゼンに移籍。

## 代表歴
UEFA U-19欧州選手権2007に参加した。